# 불국사 조산운동
불국사 조산운동 혹은 불국사 변동은 기원전 9,700만 년에서 기원전 5,700만 년 사이 즉, 중생대 백악기부터 신생대 제 3기까지 한반도에서 일어난 조산 운동이다.
중생대에 접어들면서 한반도는 대륙의 가장자리 위치해 있었기 때문에 침강하는 해양판으로 인해 많은 지질적인 변화를 겪게 되었다. 불국사 조산운동은 그로 인해 발생한 조산 운동이다. 이 조산운동으로 생성된 화강암을 불국사 화강암이라고 한다. 경주의 불국사 토함산의 화강암의 연대를 측정하여 얻은 결과, 다른 지역의 화강암과의 연대가 달라서 이를 불국사 화강암이라 하였는데, 화강암의 이름을 따서 불국사 조산운동이라는 이름이 붙여졌다.

## 같이 보기
- 한국의 지질
- 불국사 화강암
- 대보 조산운동